# Ewa Lipska
Ewa Lipska (Cracóvia, 1945) é uma poeta polonesa, ligada ao meio literário de sua cidade natal, considerada por críticos uma das mais respeitáveis vozes femininas da poesia de seu país. Conforme os mesmos, seu trabalho mais intelectual demonstra influência de Wislawa Szymborska, parecendo a autora pertencer, de fato, à "Tendência negra" da poesia polaca, por causa do seu requinte e seu pessimismo consistente, podendo, apenas cronologicamente, ser considerada uma poeta da "Nova onda" de poetas poloneses. Muitos dos seus poemas se desenvolvem sob uma aura surrealista de sonho. Sua poesia tem ligações com a política, mas sempre documenta experiências pessoais concretas, sem grandes generalizações. Usa a linguagem para demonstrar os limites da linguagem e desmascarar a linguagem da propaganda.

## Obra selecionada
- Wiersze (Poems). Varsóvia: Czytelnik, 1967.
- Drugi wybór wierszy Varsóvia: Czytelnik, 1970.
- Trzeci wybór wierszy. Varsóvia: Czytelnik, 1972.
- Czwarty wybór wierszy. Varsóvia: Czytelnik, 1974.
- Piaty wybór wierszy. Varsóvia: Czytelnik, 1978.
- Żywa śmierć. Cracow: WL, 1979.
- Przechowalnia ciemności. Varsóvia: Przedswit / Warszawska Oficyna Poetow i Malarzy, 1985.
- Strefa ograniczonego postoju. Varsóvia: Czytelnik, 1990.
- Ludzie dla początkujacych (People for Beginners). Poznan: a5, 1997.1999. Cracóvia: WL, 1999.
- Sklepy zoologiczne (Pet Shops). Cracóvia: WL, 2001